# William Morris (sportiv)
William Morris (n. secolul al XIX-lea) este un trăgător de tir ce a reprezentat Regatul Unit al Marii Britanii și Irlandei, medaliat olimpic. A participat la o ediție a Jocurilor Olimpice (1908) în care a câștigat o medalie de bronz.